# Maggie May
Maggie May är en låt skriven av Rod Stewart och Martin Quittenton. Låten lanserades på Rod Stewarts album Every Picture Tells a Story 1971. Låten släpptes på singel samma år, först som b-sida till "Reason to Believe". Snart visade sig dock b-sidan bli populärare och en mycket större hit än a-sidan. Den blev sedermera singeletta både i USA och Storbritannien i oktober 1971. Det var Rod Stewarts stora genombrott som soloartist. Låten handlar om en ung mans blandade känslor inför ett förhållande med en äldre kvinna.
Låten blev listad som #131 i magasinet Rolling Stones lista The 500 Greatest Songs of All Time 2004.

## Listplaceringar
| Lista (1971)   | Position              |
| -------------- | --------------------- |
| Australien     | 1 (Go Set)            |
| Danmark        | 8 (DR "Top 10")       |
| Finland        | 18                    |
| Irland         | 2                     |
| Kanada         | 1 (RPM)               |
| Nederländerna  | 3                     |
| Nya Zeeland    | 6 (NZ Listner)        |
| Schweiz        | 5                     |
| Storbritannien | 1 (UK Singles Chart)  |
| USA            | 1 (Billboard Hot 100) |
| Västtyskland   | 11                    |